# De kwaaie kwieten
De kwaaie kwieten is het honderdeenenzeventigste stripverhaal uit de reeks van Suske en Wiske. Het werd geschreven en grotendeels getekend door Paul Geerts. 
Het werd gepubliceerd in TV Ekspres van 25 november 1985 tot en met 8 december 1986. De eerste albumuitgave in de Vierkleurenreeks was in april 1987.

## Locaties
- Amazonegebied, ABC-eilanden, Bonaire, Bonaire Scuba Center, hotel, zoutbergen, Bandaris Hill, Goto meer, basis van Krimson in de "Groene Hel"

## Personages
- Suske, Wiske, tante Sidonia, Lambik, Jerom, professor Barabas, Krimson (Brein), Achiel (bediende) en andere handlangers van Krimson, Adie (duiker), Kwieten

## Het verhaal
Krimson heeft zijn nieuwe basis in het oerwoud van het Amazonegebied, de "Groene Hel". Hij wil alle satellieten behalve die van hemzelf vernietigen, zodat de wereld volkomen van zijn satellieten afhankelijk zal worden. Op zijn scherm ziet Krimson hoe een ruimteschip door zijn Ruimterover wordt gepakt. Hij besluit dit nader te onderzoeken. Als het ruimteschip in de basis is gebracht, begint de grond te trillen. 
Als Lambik en Jerom bij tante Sidonia zijn, is het ineens ’s middags al donker. Op radio en televisie verschijnen berichten over de vreemde verduistering. In de hele wereld breekt paniek uit. Krimson laat professor Barabas halen als hij ziet dat er een enorm ruimteschip de aarde nadert. Hij wil het ding met zijn laserkanon kapotschieten, maar professor Barabas weigert hieraan gevolg te geven. De professor kan niet verhinderen dat Krimson het ruimteschip zelf raakt. Dan is de duisternis op slag weer verdwenen. 
Suske, Wiske en Lambik ontdekken dat professor Barabas is ontvoerd. In zijn laboratorium horen ze een bericht van hem vanuit de "Groene Hel”. Er blijkt een buitenaardse dreiging te zijn op de ABC-eilanden, vermoedelijk Bonaire. De vrienden reizen meteen met het vliegtuig naar dat eiland. Ze regelen een boot met duikuitrusting en gaan de volgende dag op zoek. Ze zien grote zoutbergen en de Brandaris Hill aan de noordkant van het eiland. Dan ziet Wiske ineens luchtbellen uit de zee omhoog komen. De vrienden duiken en vinden al snel een ruimteschip, en ze worden naar binnen gezogen. 
In het ruimteschip kunnen de Kwieten met de vrienden spreken doordat er een soort automatisch vertaalprogramma is. De Kwieten vertellen dat er een pendel van hen is gestolen. Toen ze die terug wilden halen, werden ze beschoten vanaf de aarde. De vrienden beloven te helpen zoeken naar de ruimtependel. Ze gaan via de monding van de Amazone richting het Amazonegebied. Als de rivier te ondiep wordt, gaan de vrienden op Kwietscootertjes verder op de Rio Tambopata. Als ze later een kampvuur aansteken, wordt de rook door een verkenner van Krimson gezien. De Kwiet schiet het toestel met een wapen op zijn Kwietscooter uit de lucht, maar de piloot kan zich nog redden. Krimson zet nu groot materieel in om de Kwieten tegen te houden, Jerom kan een kogel van een tank opvangen.
De tanks worden onschadelijk gemaakt en de vrienden bereiken de basis van Krimson. Krimson bedreigt professor Barabas met een pistool, maar Jerom kan de professor op tijd redden. De Kwieten besluiten hun krachtvelden te gebruiken, waardoor het opnieuw donker zal worden op de aarde. Er breekt opnieuw paniek uit en Krimson stuurt een leger naar buiten om de basis te beschermen tegen de Kwieten. Met hulp van Jerom kunnen de vrienden toch de basis binnenkomen. Krimson dreigt zijn raketten af te vuren, waardoor de bestaande satellieten vernietigd zullen worden. Als Krimson op de rode knop drukt, gebeurt er echter niks. De Kwieten blijken hun ontvoerde soortgenoten al bevrijd te hebben. Ook hebben ze alles op de basis van Krimson onklaar gemaakt. De vrienden vernietigen de basis en gaan met een vlot op weg naar huis. De Kwieten verlaten gezamenlijk de aarde. Krimson draait door en vaart het oerwoud in als zelfbescherming, nu Achiel hem niet van pillen kan voorzien.